# ULCPC
ULCPC（Ultra Low-cost PC）は、マイクロソフトが自社OSのMicrosoft Windows XPのライセンス発行に際して指定した、廉価版ないし低価格のパーソナルコンピュータ基本仕様（→スペック）と、これを満たす（指定性能を下回る）パソコン製品のことである。

## 概要
ULCPCは、マイクロソフトが既に販売とサポートの終了の期日を定めたWindows XPがネットブックをはじめとして2008年ににわかに活気付いた低価格パソコン製品向けに限定して、2008年4月3日にOSのリリース継続を発表した際に用いられた表現である。
パソコン製品としては、低解像度のディスプレイと少な目の補助記憶装置、そしてコスト低減のために控えめで限定的な性能のシングルコアCPUを搭載して、廉価に製造された携帯に適したパソコンに、そのパソコン向けにライセンスを限定されたWindows XPをOSとしてプリインストールされている製品を指す。

### Windows XPと低価格PC
Windows XPは、元々パーソナルユーザー向けの旧来よりのMS-DOSなど16ビットパソコン時代の資産を生かすために敢えて16ビットリソースを継承し続け、これが足枷となったMicrosoft Windows 95をはじめとするWindows 9x系列のOSと、企業ユーザー向けにコンピュータネットワークとコンピュータセキュリティへの対応および動作安定性の観点からメモリ管理などを重視したMicrosoft Windows NTから発したWindows NT系列の2分化されたパソコンOS市場を再統合させるべく開発された戦略商品でもあった。このマルチメディアにも対応しつつ業務用OSで培った堅牢性、また繰り返し行われたサービスパックの適用で信頼性も向上したため、2001年から2008年にわたり長らく主要なパソコン用OSとして販売された。その結果、最新OSのように目新しい機能は無いが問題点がほぼ出切り対応された、いわゆる「枯れた」OSとしてユーザーからメーカーに至るまで認識されるようになった。
その一方で、最新のテクノロジーの導入や新しいコンピューティング体験を提供するという目的を掲げて2006年11月30日に登場したMicrosoft Windows Vistaは、その従来のXP系列の資産を継承しながらも革新的なOSとしての様々な機能が盛り込まれた結果、機能に限定的な旧機種や廉価版のパソコンでは、明らかにリソースを過剰消費して「新しい（そしてすばらしい）コンピューティング体験」を提供しきれず、Windows XPに敢えて回帰するユーザーまでも現れた。こういった動向にパソコンメーカーも追従、廉価版機種を中心に新製品にWindows XPを導入して販売するメーカーも少なからずあり、新OS普及の際の経過措置として用意されたダウングレード権の導入も「正しい選択をした」と歓迎されたほどである。
こういった動向の中で、更に2007年に発売されたWindows XPプリインストールの廉価版でインターネット端末としての利用を主体としたEee PCをはじめとしてにわかに勃興して市場を賑わせ始めたネットブックないしネットトップ市場や、またそれ以前よりOSやアプリケーションソフトウェアが国内経済の関係で相対的に割高とみなされコピーソフトウェア製品の横行やオープンソースなどのフリーウェア利用に流れがちな発展途上国市場の存在が認識されており、そういった市場向けに最新の製品がライセンス料の高さからくる消費者が他に流れるなどの問題を解消するために、敢えて古い製品を安いライセンス料で提供する考えも発生した。
この流れの中でマイクロソフトはWindows XPのライセンス形態を拡張、発展途上国向けには「Starter Edition」で、低価格で販売するためにOSのライセンス料がネックになる市場向けには「ULCPC 向け Home Edition」をもって対応することを発表している。

## 要件
このULCPC向けHome Editionでは、低価格で機能的にも限定的なパソコンでの利用を指定するため、ULCPCとして以下の要件が指定された。
- ディスプレイ10.2インチ以下、タッチパネル不可
- メインメモリー1Gバイト以下
- CPUはIntel AtomやVIA C3など特定の1GHzを越えない低速シングルコア製品
- 内蔵HDD容量80Gバイト以下、SSD容量16Gバイト以下。なおハードディスクとSSDを双方搭載する事は認められている

しかしこの要件では最新のパソコン製品との格差が大き過ぎ、指定が厳しすぎるとの声から、後に以下の要件に拡張された。
- ディスプレイ14.1インチ以下でタッチパネル対応も可
- ハードディスク容量160Gバイト以下またはSSD32Gバイト以下

これは先行するマイクロソフトが提唱したタブレットPCやインテルらと提唱したUltra-Mobile PC（略称:UMPC）との市場の奪い合いによる混乱を回避する意図もあったが、実際の市場であるネットブック市場では既にこのULCPCに合致しない「廉価で高性能な」製品も先行しており、後から要件の拡張によってその範疇に収まった製品も見られる。このためネットブック製品はその性能面においてULCPCに重なる部分も多いながらも、必ずしもULCPCであるとは限らない。中にはLinuxやWindows VistaなどWindows XPのULCPC 向け Home Edition以外のOSを採用していたり、明らかにそのライセンス提供を受けていない製品も含まれている。